# Hasselts

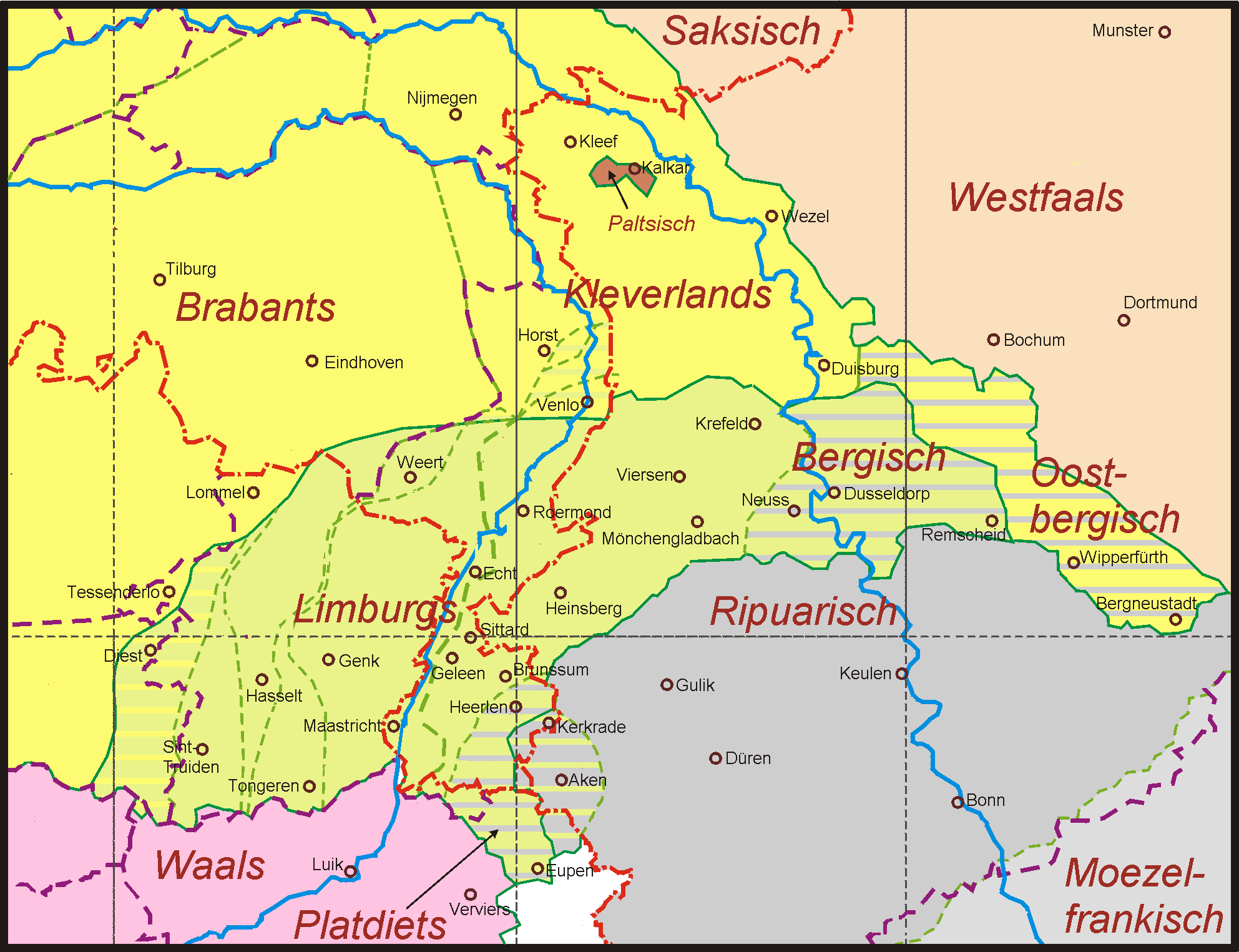
- HET LIMBURGS TAALLANDSCHAP -
Het Limburgs-Nederrijnse dialectcontinuüm

Het Hasselts (plaatselijke naam Hessels) is het stadsdialect dat van oudsher gesproken wordt door de inwoners van Hasselt. Het dialect behoort overduidelijk tot de West-Limburgse dialecten, maar Hasselt ligt in de buurt van een aantal belangrijke isoglossen die de geleidelijke overgang van Limburgs naar Brabants uitmaken.

## Kenmerken
Hasselt ligt pal ten westen van de Panninger zijlinie en de doe-gijlijn, wat inhoudt dat men in Hasselt dzjieë (een nevenvorm van gij) en niet doe zegt, en schóéën in plaats van sjoen ("mooi"). Ook ligt Hasselt ruim ten westen van de klinker-isoglossen tussen huis en hoes, tijd en tied, goed en good en niet en neet. Het Hasselts heeft dus steeds de eerste vormen, of varianten daarvan (ij wordt èè, ui wordt eû, vgl. Haags). Bovendien ligt Hasselt nog net in het Limburgs ontrondingsgebied: dörp ("dorp") wordt dèrrep, Luik wordt Lèèk. Ten slotte komt in het Hasselts h-deletie voor, zij het niet (meer) consequent.

## Gebruik
Zoals het geval is voor alle Belgisch-Limburgse dialecten staat ook het gebruik van het Hasselts op de helling; dit dialect moet bovendien al langer concurreren met tongvallen uit de dorpen om Hasselt heen (wegens immigratie). 
Literatuur in het Hasselts dialect is schaars. In 1982 publiceerde Xavier Staelens een woordenboek van het Hasselts. De derde verbeterde druk van deze Dieksjenèèr van 't (H)essels dateert van 1989. Soms wordt de daar gehanteerde spelling als standaard aanvaard; algemeen echter vindt men die spelling te gecompliceerd en bovendien ongeschikt voor schrijfmachines en tekstverwerkers. In een poging aan die bezwaren tegemoet te komen heeft Marco Clerinx – met medewerking van Staelens zelf – een leidraad voor de gemakkelijker schrijfbare "Vereenvoudigde spelling-Staelens" uitgewerkt.
Tegenwoordig hebben alle straten van de Hasseltse binnenstad tweetalige straatnaamborden. De Hasseltse versie is gesteld in de bovengenoemde "Vereenvoudigde spelling-Staelens".

## Een paar zinnen in hetHessels

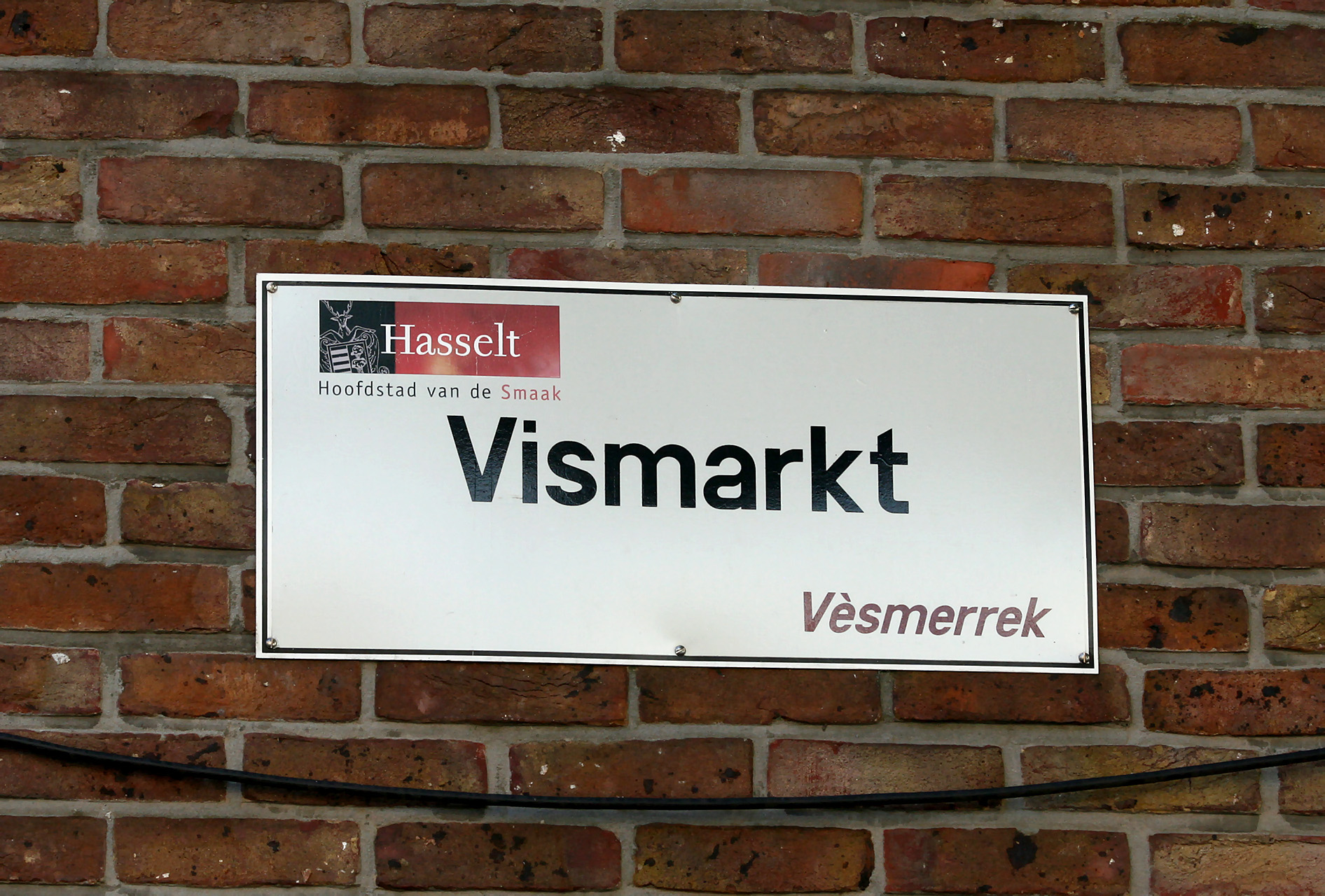
Tweetalige straatnaamborden (Vismarkt/Vèsmerrek)

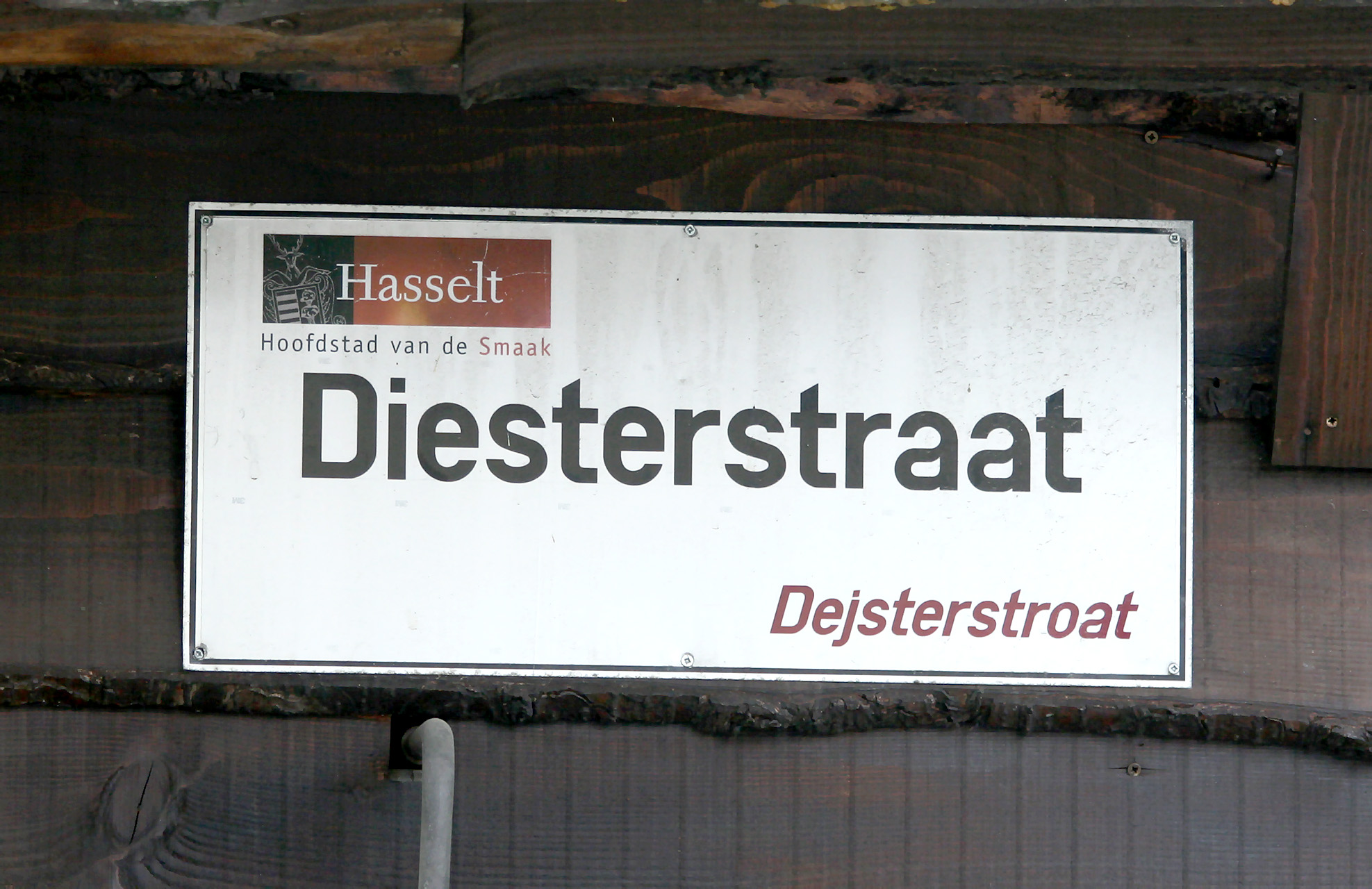
Tweetalige straatnaamborden (Diesterstraat/Dejsterstroat)

- Iech stoan ni bè dieë jas : Ik sta niet met die jas, dit is geen model voor mij.
- Hieë zeûp de baan vanne ton aaf : Hij drinkt de ringen van de ton (biervat).
- Aafblèèven of tréûn : deze vrouw of meisje gerust laten of er mee trouwen.
- Dieë liek bè miech ènne beuveste lââj : Hij ligt in de bovenste lade, die persoon heb ik graag.
- Da’s sop vir ènnen ezel z’n óéere te gejte
- Kiek ‘ns wèè fejer da dieë bouer ès èn z’ne kejel
- ’t Oaved ieëte ve boegëzekoeke : Vanavond eten we boekweitkoeken.
- Z’èt e miendsje wèè e poepekeetsje
- Vieë freekãteere dee minse ni
- “Un guidon”, da’s Frans, joeng, “ne” giedõ, da’s Essels!
- Moe ès m’ne fazzamẽ toch no téû?
- Dzje zèèt nog te lèè vir ouër póéeten op te hèffe : Je bent nog te lui om uw voeten op te heffen.
- Ejderen daag op tieën trèèn, da’s m’n dóéed : Iederen dag op die trein dat is mijn dood.
- Maa haa braa kaa :Moeder had het zeer koud.
- Dieë goenk vrieger rond bè tappèète : Die verkocht (leurde) vroeger met tapijten.
- Koem èè, dzje krèg ’n spíékmedââjndzjel
- Slech karaktaar moe je doa lóép